# Alfred Geddes Maddren
Alfred Geddes Maddren  est un géologiste et photographe américain né en 1875. Il est surtout connu pour ses travaux dans le Grand Nord Américain pour le compte de l’USGS. Il mène des expéditions en Alaska de 1909 à 1914, en particulier dans les régions Koyukuk-Chandalar, Yakataga, Innoko-Iditarod et Kuskokwim. Certaines de ses expéditions ont pour objectifs d’identifier les sols et formation rocheuses contenant des dépôts aurifères.